# Осада Штеттина (1713)
Осада Штеттина — осада и взятие русской армией при поддержке саксонской артиллерии крепости Штеттин в Шведской Померании в 1713 году в ходе Северной войны.

## Предшествующие события
После разгрома армии шведского короля Карла XII в Полтавской битве (1709) шведский корпус генерала Крассова, находившийся в Польше, отступил в Померанию, которая к 1711 году (после потери Лифляндии и Эстляндии) осталась последними владениями Швеции в континентальной Европе.
В кампании 1711 года датчане и саксонцы вели боевые действия в Померании против шведов с переменным успехом, осаждая Штральзунд и Висмар. С прибытием на театр военных действий в марте 1712 года русской армии под командованием генерал-фельдмаршала А. Д. Меншикова силы союзников в Померании составили 85 тысяч человек: 48 тысяч русских, 27 тысяч датчан и 10 тысяч саксонцев. Однако инициатива оставалась у шведов. Только после капитуляции шведского корпуса фельдмаршала Магнуса Стенбока в Тённинге в мае 1713 года союзники осмелились перейти к активным действиям.
В июне 1713 года на военном совете в Ванцбеке союзники приняли решение осадить Штральзунд силами саксонских и русских войск и захватить остров Рюген. Русские войска должны были осадить также Штеттин, «чтобы оную Штетинскую крепость одними российскими войсски доставать». Август II обещал доставить туда осадную артиллерию.

## Ход осады
В августе 1713 года 24-тысячная русская армия под командованием А. Д. Меншикова блокировала Штеттин.
Крепость защищал 5-тысячный гарнизон и 4,000 вооружённых горожан под командованием генерала Ю. Мейерфельдта.
17 (28) сентября 1713 года, после прибытия обещанной саксонским курфюрстом Августом II осадной артиллерии (70 пушек, 2 гаубицы, 30 мортир), началась бомбардировка Штеттина. В городе возникли сильные пожары. На следующий день гарнизон Штеттина капитулировал.
Русские потеряли при осаде Штеттина 184 человека убитыми и 365 человек ранеными.

## Последующие события
С падением Штеттина военные действия в Померании завершились. Петр приказал А. Д. Меншикову с русской армией идти через Польшу к русским границам, «не чиня отнюдь никаких обид и отягощений обывателям польским, а довольствовались бы токмо одним провиантом определённым». В Померании остался 6-тысячный русский отряд.
Штеттин был передан в секвестр Пруссии. Тем самым королевство Пруссия стало на сторону Северного союза. Позже, в июне 1714 года, между Россией и Пруссией был подписан договор, по которому Штеттин навсегда оставался во владении Пруссии, а Пруссия признавала владение Россией Ингрии, Карелии с городами Выборгом и Нарвой, Эстляндии с Ревелем.